# Leuchtturm Tridrangar
Der Leuchtturm Tridrangar steht in exponierter Lage im Süden der Felsinsel Háidrangur zur Sicherung des Seeverkehrs im isländischen Vestmannaeyjar-Archipel. Er wurde aufgrund der Gefahren und Schwierigkeiten in diesem Seegebiet zwischen 1938 und 1939 gebaut. Er gilt als einer der spektakulärsten und visuell eindrucksvollsten Leuchttürme weltweit.

## Name
Der isländische Name Þrídrangaviti (deutsch etwa Dreiklippenleuchtturm) bezieht sich nicht auf die Form des Bauwerks. Nach unterschiedlichen Meinungen ist entweder die dreieckige Insel Háidrangur damit gemeint oder die drei hohen Basalt-Felsklippen. Þrídrangar bedeutet „drei Felssäulen“.

## Lage
Der Leuchtturm Tridrangar steht oben an der Südseite der größten von drei Klippen. Von Süden gesehen erscheint er wie auf der Spitze einer Felsnadel. Er steht ca. 15 km südwestlich des isländischen Festlandes und 13 km nordwestlich der Insel Vestmannaeyjabær. Bis zum Hafen Landeyjahafnarvegur sind es 20 km.

## Merkmale
Das Betongebäude in hellgrauer Farbe ist 4 Meter hoch. Es wurde 30 Meter über dem Meeresspiegel auf einem 36,5 Meter hohen Basaltfelsen gebaut, die Feuerhöhe liegt bei 34 Meter über dem Meeresspiegel. Sein Licht hat eine Reichweite von 9 Seemeilen.
Heute verfügt das Objekt über einen Helipad, um den Service zu gewährleisten und gelegentlich Touristen zu empfangen. Der Landeplatz liegt an einem zerklüfteten Felsen, der bis über den Felsrand hinausragt. Ein schwieriger Weg führt weiterhin über Treppenstufen zu einem Pier auf Meereshöhe hinab.

## Geschichte
Der zwischen 1938 und 1939 erbaute Thridrangar ist zweifellos einer der in der Bauphase anspruchsvollsten Leuchttürme, die jemals gebaut wurden. Angesichts der starken Winde und des oft bedrohlichem Seeganges um die Klippen war der Materialtransport und der Weg zur Baustelle extrem schwierig. Anfangs konnte die Plattform nur durch Klettern erreicht werden. Der Bau war extrem gefährlich und erforderte erfahrene Bergsteiger, die mit einfachsten Mitteln den steilen Fels hinaufkletterten. Später konnte das Material über eine in den Fels gehauene Treppe zur Baustelle transportiert werden. Die Arbeitsbedingungen waren äußerst schwierig und lebensgefährlich. Einen Monat lang lebten die Arbeiter in Zelten auf dem Felsen. Erst später wurde der Hubschrauberlandeplatz hinzugefügt, um die Wartung zu erleichtern.